# 다음
다음(영어: Daum)은 대한민국의 포털 사이트이다. 1997년 5월 "한메일"(현재의 다음 메일)이라는 이름으로 대한민국 최초의 웹 메일 서비스를 열었으며, 이 밖에도 온라인 커뮤니티 서비스 "다음 카페", 뉴스 서비스 "다음 뉴스" 등을 서비스하고 있다. 운영 업체는 본래 다음커뮤니케이션이었으나 2014년 10월 합병하여 다음카카오로 사명을 변경하였다가 2015년 9월, 카카오로 사명을 변경하였다. 현재 카카오 계정으로만 회원가입 및 로그인이 가능하다.

## 연혁
- 1995년 2월 : 박건희와 이재웅 '다음커뮤니케이션' 공동 설립
- 1997년 5월 : 대한민국 최초 무료 웹메일 서비스 한메일 (hanmail.net) 오픈 (현재의 다음 메일)
- 1999년 7월 : 포털 사이트 "Daum"으로 재단장
- 1999년 11월 11일 : 코스닥 등록
- 2000년 1월 : 다음 검색 서비스 오픈
- 2000년 7월 : 다음 금융플라자 오픈
- 2001년 9월 : 다음세대재단 설립 주진수사진파일 메일
- 2002년 1월 : 미디어2.0 인수
- 2003년 1월 : 미디어다음 오픈
- 2004년 3월 : 제주도 이전 협약식 체결
- 2004년 7월 : 일본 / 미국 라이코스 인수
- 2004년 12월 : 인터넷전화업체 스카이프와 전략적 제휴
- 2005년 3월 : CJ인터넷과 검색, 게임 전략적 제휴
- 2006년 4월 : 석종훈 다음미디어 부문 대표, 각자 대표이사 선임
- 2007년 1월 : 다음 tv팟 오픈
- 2007년 5월 : 검색엔진 자체 개발
- 2007년 7월 : 티스토리 지분 100% 확보
- 2008년 11월 : 다음체 개발, 최초 무료 배포
- 2009년 1월 : 지도 서비스 스카이뷰, 로드뷰 정식 오픈
- 2009년 3월 : 최세훈 대표이사 취임
- 2009년 4월 : 모바일 다음 오픈
- 2009년 11월 : 슬로건을 "우리들의 UCC 세상, Daum"에서 "생활이 바뀐다! Life On Daum"으로 변경
- 2010년 6월 : 모바일 메신저 마이피플 런칭
- 2010년 8월 : 와이브랜트에 라이코스 매각
- 2010년 9월 : 인터넷 업계 최초 ‘지속가능성보고서’ 발간
- 2010년 12월 : 모바일 광고 플랫폼 Ad@m 출시
- 2011년 3월 : 온라인 손해보험사 에르고다음다이렉트의 보유지분 전량 124억원 처분
- 2011년 4월 : 사회공헌 통합사이트 희망해 오픈
- 2011년 7월 : 실내 로드뷰 서비스 스토어뷰 론칭
- 2011년 12월 : ㈜온네트 경영권 인수
- 2012년 4월 : 제주도 사옥 스페이스닷원(Space.1) 완공 및 본사 이전 완료
- 2012년 4월 : DaumTV+ 오픈
- 2012년 9월 : 2012대한민국지속가능성지수(KSI) 포털 부문 1위 선정
- 2012년 10월 : 제주 본사 건물 2012한국건축문화대상 수상
- 2012년 12월 : SK컴즈와 검색광고 제휴
- 2013년 3월 19일 : 다음 메일 앱 출시
- 2013년 5월 : 슬로건을 "생활이 바뀐다! Life On Daum"에서 "Daum - 모으다 잇다 흔들다"로 변경
- 2013년 6월 : 6년 연속 기업지배구조 최우수기업 선정
- 2013년 8월 : 모바일 전용 콘텐츠 스토리볼 출시
- 2013년 9월 11일 : 쏠메일·쏠캘린더 앱 출시
- 2013년 9월 : 스마트폰 런처 개발사 버즈피아 인수
- 2013년 11월 : 다음 지도 대통령 표창 수상
- 2014년 5월 : 카카오 - 다음커뮤니케이션 합병 발표
- 2015년 5월 19일 : 키즈짱 서비스 종료
- 2015년 6월 30일 : 마이피플 서비스 종료
- 2015년 9월 : 다음카카오, 회사 명칭을 카카오로 변경
- 2015년 10월 : 카카오 스페이스닷투, 한국건축가협회상 수상
- 2015년 11월 : 카카오뱅크, 인터넷 은행사업 예비인가 획득, 카카오 파머 출시 및'카카오택시 블랙' 출시
- 2015년 12월 : 카카오 택시 누적호출 5천만건 돌파
- 2022년 9월 30일 : 다음블로그 서비스 종료
- 2024년 1월 4일 : 다음영화 서비스 종료
- 2025년 1월 19일: 4가지색 합친 검정색으로 CI 변경[2]

## 로고

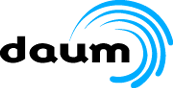
1997년 ~ 2000년
2000년 ~ 2010년[3]
2010년 ~ 2013년[4]
2013년 ~ 2025년
2025년 ~ (현재)[2]

## 논란

### 시스템 오류
2022년 10월 15일 3시28분 다음시스템 오류가 발생하였다. 다음계정이 강제 로그아웃이 되면서 "요청하신 작업을 수행하지 못했습나다."라는 문구와 함께 로그인이 안돼는 상황이다. PC카카오톡도 같은상황을 겪고 있다. 카카오 측은 오늘 오후 3시 반쯤 처음 문제를 인지했고, 내부적으로 정확한 원인을 파악하고 있다고 주장하였다.

### 세무조사
2008년 5월, 2014년 5월, 2015년 6월 세무조사를 받았다. 2008년의 광우병 촛불집회당시, 2014년의 세월호 참사 직후, 2015년의 메르스 사태 발생한 직후 진행된 특별세무조사라 정치적인 의도가 포함된 세무조사라는 논란이 있었다.
카카오는 정부에 대한 여론이 나빠지는 시기마다 특별 세무조사를 받아 정부가 "포털 길들이기"를 하는 것이 아니냐는 의혹을 낳았다.

### 이모티콘
다음 카카오 이모티콘샵에서 18년 8월 15일 "보겸티콘"을 출시하였다. 대중들은 "데이트 폭력 가해자인 보겸이 이모티콘으로 나오는 것이 말이 되느냐"는 비판이 이어졌다. 실제로 "보겸 이모티콘 판매 중지하라고 카카오 고객센터에 민원 넣었다"는 인증글이 올라왔다. 카카오 관계자는 "고객센터로 접수되는 민원을 먼저 확인한 후에 이모티콘이 사회적으로 이슈가 되는 부분은 회의를 거쳐서 결정한다" 라고 밝혔다. 이에 보겸은 "몇몇 선동하는 사람들이 내 이미지를 나쁘게 만들었다. 악의적으로 사실 왜곡을 하여 유포하는 분들에게 현재 법적 대응 진행 중이고, 앞으로도 강경대응 하겠다" 라고 주장하였다.

## 제공 중인 서비스

### 커뮤니케이션
- 다음 메일(이전 이름: 한메일): 1997년 5월 한국 최초로 선보인 무료 웹메일 서비스. 3,800만여 명의 회원들이 가입되어 있다.
- 다음 주소록: 다른 사람의 주소를 관리 할 수 있는 주소록 서비스

### 커뮤니티

#### 다음 카페
1999년에 개시한 온라인 커뮤니티 서비스이며. 카페 개설 수 1625만 개, 가입자 수 3천 4백만, 게시글 54억 개를 기록 중이다. 정치 사상, 종교, 취미 등이 같은 사람들끼리 커뮤니티를 만들어 이야기를 나누는 서비스이다. 23년도에 다음 테이블이라는 신규 서비스를 론칭했다. 카페 가입 없이 자유롭게 원하는 주제에 대한 이야기를 나눌 수 있다는 취지의 서비스이다. 하지만 대부분 모르거나 관심도가 급격히 떨어지고 있다는 지적이 있다.

### 검색
- 다음 검색 : 다음 검색은 카페, 뉴스, 동영상 검색을 중심으로 한국의 검색시장에 도전장을 내밀었으며, 2003년 3월 구글(웹 문서 검색)과 제휴를 체결하여 기능을 강화하였다. (2009년 5월에 구글 웹 문서 제휴계약 종료됨, 이후 자체 웹 검색 결과 노출함)
- 다음 검색트렌드 : 인기 검색어의 순위를 주제별, 시기별, 성별, 세대별로 알아볼 수 있는 부가 검색 서비스이다.

### 뉴스

#### 다음 뉴스
다음에서 운영하고 있는 뉴스 애그리게이터이다.

### 엔터테인먼트
- 다음 영화 : 영화 정보, 박스오피스, 영화 예매, 영화 이벤트 등을 제공.
- 다음 웹툰 : 단행본, 웹진 연재작품들을 유/무료로 감상할 수 있다.

### 생활정보
- 다음 금융 : 증권, 재테크, 펀드, 보험, 대출, 카드 별로 정보를 제공
- 다음 쇼핑하우 : 쇼핑 정보 제공
- 다음 사전 : 백과사전(브리태니커, 위키백과, 문화원형), 영어사전(영영사전 포함), 한자, 중국어, 일본어 사전을 제공한다. 2014년 기준으로 총 25종의 다국어 사전을 제공한다.

## 종료된 서비스
- 쏠그룹 : 2014년 출시한 모바일 앱. 지인기반 모임을 만드는 SNS서비스다. 서비스 중단.
- 쏠메일: 안드로이드 OS에서 사용 가능한 다계정 메일 애플리케이션. 2018년 12월 28일에 서비스 종료가 되었다.
- 쏠캘린더: 안드로이드 OS에서 사용 가능한 캘린더 애플리케이션. 구글 캘린더나 기본 캘린더 등과 자동으로 연동된다. 서비스 중단.
- 다음 마이피플
- 다음 마이 스티커
- 다음 클라우드
- 다음 캘린더
- 다음 뮤직
- 다음 책 : 책정보검색, 가격비교 등이 가능하다. 2018년 11월 1일부로 서비스가 종료되었다.
- 다음 스토리볼 : 모바일 컨텐츠로 생활에 유용한 정보를 얻을 수 있었으나, 2018년에 서비스가 종료되었다.
- 다음 검색쇼 : 다음에서 새롭게 선보인 사용자 참여형 맞춤식 검색 서비스 "@+검색어"를 등록하여 검색결과 최상단에 원하는 문구 등을 나타낼 수 있다. 2014년 12월 1일에 서비스가 종료되었다.
- 다음 디렉토리검색
- 다음 애드클릭스 : 검색어 기반의 사용자 설치형 온라인 광고 서비스로 구글의 애드센스와 유사하다. 현재는 블로그만을 대상으로 한다. 서비스 중단.
- 다음 툴바 : 안랩의 백신인 V3 Lite와 결합되어 검색어 서제스트, 사전, 스크랩, 검색창 등의 다음 서비스를 편리하게 이용할 수 있다. 이 도구 모음을 이용하면 검색통계가 디렉터리 검색, 검색 트렌드 등에 반영된다. 하지만 지금은 서비스가 종료된 상황이다.
- 다음 tv팟 : 2006년 10월 런칭. 카카오TV에 흡수 통합
- 다음 아고라 : 다음 아고라는 다음의 서비스 중 하나로 누리꾼들의 자발적인 토론의 장이 되고 있다. 고대 그리스의 회의 장소였던 아고라에서 유래되었다. 정치, 경제, 과학 등 거의 모든 분야에서 토론들이 오가고 있다. 2019년 1월 7일부로 서비스가 종료되었다.
- 다음 view : 메타블로그와 유사한 형태의 블로그 뉴스 서비스로 블로그 뉴스에서 개편되었다. 타 메타블로그 서비스가 RSS를 기반으로 모든 블로그 포스트를 자동 수집하는 것과 달리 다음 view는 트랙백으로 선별적인 포스트를 송고 받는 형식을 취하고 있다. 2014년에 서비스가 종료되었다.
- 다음 지도 : 카카오맵으로 명칭 변경
- 다음 키즈짱 : 어린이 포털 사이트. 2015년 5월에 서비스가 종료되었다.
- 다음 미즈넷 : 여성 커뮤니티 서비스, 육아, 요리, 패션뷰티 등의 정보를 제공. 2019년 1월 14일에 서비스가 종료되었다.
- 다음 꿈나무 : 어린이를 위한 학습이나 게임 등을 제공한다.(삭제)
- 다음 팁 : 질문의 의도에 가장 잘 맞는 답변을 채택하는 문답형 지식 서비스(2020년 4월 1일부터 서비스 종료, 2020년 6월 30일까지 사진 등을 백업받을 수 있었음)
- 실시간 검색어 순위 : 4.15 총선을 앞두고 네이버 실검은 일시중지를 했으나 다음은 2020년 2월 20일 15년만에 아예 종료를 해버렸다.
- 다음 만화속 세상 : 다음 웹툰의 커뮤니티.
- 다음 블로그 : 다음에서 직접 개설할 수 있는 서비스형 블로그이다. (2022년 9월 30일부터 서비스 종료, 2023년 9월 28일까지 사진 등을 백업받을 수 있었음) 티스토리에 흡수통합

## 본사 이전

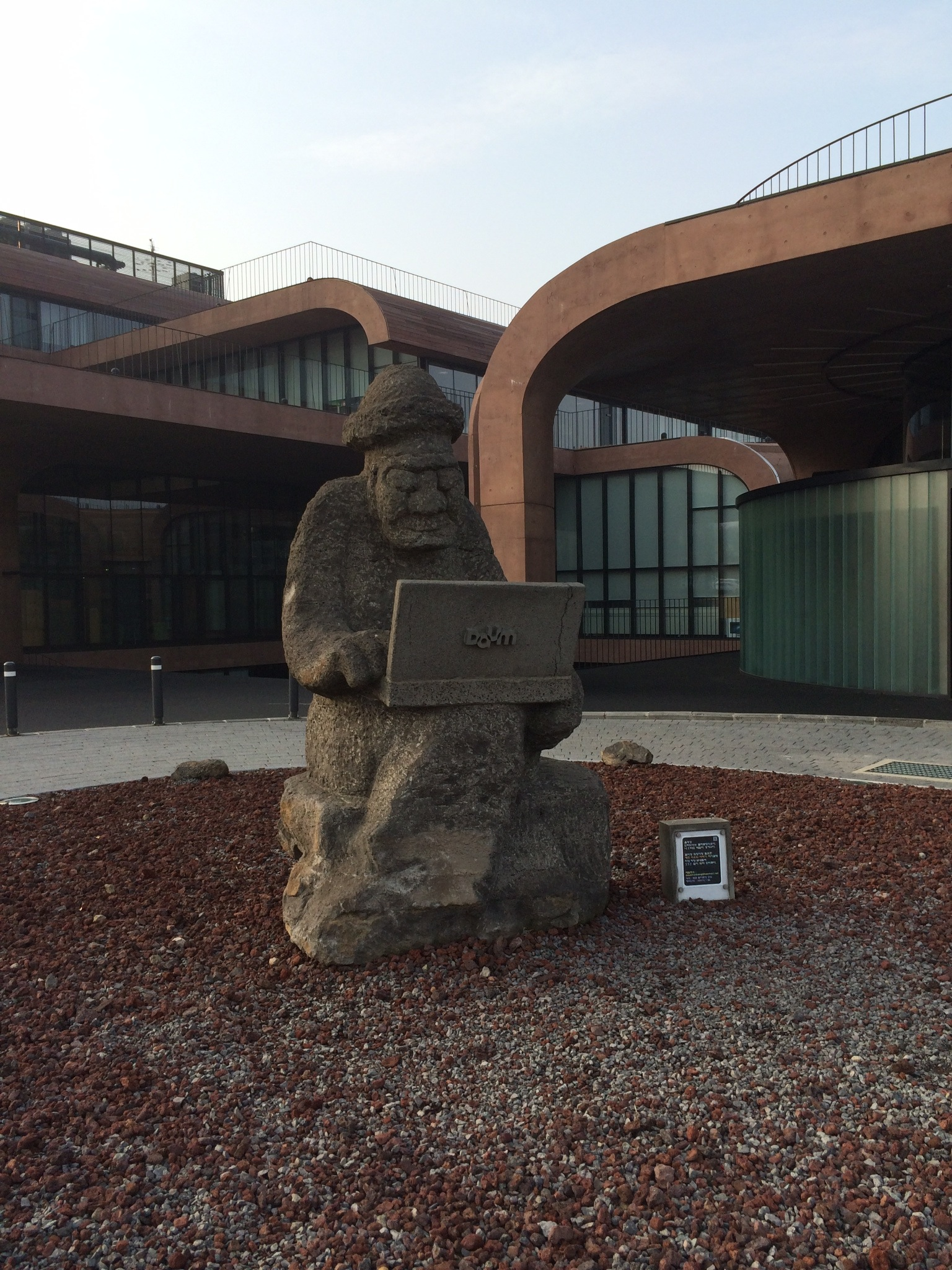
다음 스페이스닷원 앞 돌하르방

다음은 2004년 3월 제주특별자치도와 제주시, 제주대학교와 본사 이전 실험에 대한 협약을 체결하고 이를 '즐거운 실험'이라고 명명하였다. 그리고 첫 이전 사업으로 같은 해 제주시 애월읍 유수암리에 위치한 펜션을 개조해 인터넷지능화연구소(Net Intelligence Lab)로 사용하였다. 그리고 2004년 6월 제주시 노형동 현대해상 사옥에 추가로 미디어다음을 운영하는 미디어본부가 이전하여 1차 이전을 완료하였다. 이후 제주시 오등동에 독자 사옥을 착공, 2006년 2월에 다음글로벌미디어센터(GMC)을 완공해 입주했다.
2009년 12월 제주도에 조성중인 첨단과학단지 중 약 3만평을 구입하여 본사가 들어설 건물인 스페이스닷원(Space.1)을 착공하여 2012년 4월에 완공, 본사 최종 이전을 완료하였다.
2014년 4월에는 두번째 사옥인 스페이스닷투(Space.2)가 완공되었다.

## 같이 보기
- 카카오 (기업)
- 네이버
- 네이트